# おかしなおかしな石器人
『おかしなおかしな石器人』（おかしなおかしなせっきじん、Caveman）は、1981年にユナイテッド・アーティスツが製作した特撮コメディ映画である。原始的な人類と恐竜や古生物が共存する架空世界を舞台に、前傾姿勢から直立姿勢への進化、火の発見、音楽の創造、武器の発明をコミカルに描いている。主演は元ビートルズのドラマーであるリンゴ・スターが務める。
作中に登場する、飛び出した眼を持ち、鼻先に角を生やした大トカゲは、脚本家の想定ではトリケラトプスであった。しかし脚本家はトリケラトプスという名前を知らなかったため、脚本に「角トカゲ」と記した。これを文字通りに受け取ってモデル製作を行った結果、ユーモラスなクリーチャーの造形が誕生した。
吹き替え版では台詞にアドリブが多用されている。

## ストーリー
主人公のアトゥークは、彼をいじめていた族長・トンダの妻・ラナに手を出そうとしたことがバレたため、部族を追放される。なんとか生き抜く中で、同様に追放された友人・ラーやアトゥークを慕う女性・タラなど、多くの仲間を集めて、直立歩行や火など様々な発見を遂げていく。しかし、族長トンダが率いる部族と衝突した際に、それらの進化を模倣されてしまう。その後武器を発明したアトゥークらは、再び集落へ舞い戻り族長トンダに挑む。

## キャスト
| 役名        | 俳優                   | 日本語吹替 |
| 役名        | 俳優                   | フジテレビ版 |
| ----------- | ---------------------- | --- |
| アトゥーク  | リンゴ・スター         | 広川太一郎 |
| ラー        | デニス・クエイド       | 仲木隆司 |
| タラ        | シェリー・ロング       | 戸田恵子 |
| ゴッグ      | ジャック・ギルフォード | 千葉順二 |
| ラナ        | バーバラ・バック       | 武藤礼子 |
| トンダ      | ジョン・マトゥザック   | 大平透 |
| タ―         | コーク・ハバート       | |
| ラック      | マーク・キング         | |
| フロック    | パコ・モライタ         | |
| ヌーク      | エヴァン・キム         | |
| カルタ      | エド・グリーンバーグ   | |
| ボーグ      | カール・ランブリー     | |
| 不明 その他 |                        | 今西正男 田中康郎 亀井三郎 幹本雄之 杉原康 清川元夢 千田光男 井口成人 加藤正之 有本欽隆 田口昂 佐藤由衣 栗原美紀子 平山せい 速水陽子 |
|             |                        | |
| 演出        | 演出                   | 春日正伸 |
| 翻訳        | 翻訳                   | 高平哲郎 春日正伸 |
| 効果        | 効果                   | 赤塚不二夫 |
| 調整        | 調整                   | 山田太平 |
| 制作        | 制作                   | 千代田プロダクション |
| 解説        | 解説                   | 高島忠夫 |
| 初回放送    | 初回放送               | 1984年7月21日 『ゴールデン洋画劇場』                                                                                                 |

## スタッフ
- 監督：カール・ゴットリーブ（英語版）
- 製作：ローレンス・ターマン、デヴィッド・フォスター
- 脚本：カール・ゴットリーブ、ルディ・デルカ
- 撮影：アラン・ヒューム
- 編集：ジーン・ファウラー・ジュニア
- 音楽：ラロ・シフリン
- プロダクションデザイン：フィリップ・M・ジェフリーズ
- 恐竜＆特殊効果デザイナー：ジム・ダンフォース
- 視覚効果スーパーバイザー：デイヴ・アレン
- 特殊効果スーパーバイザー：ロイ・アルボガスト